# آبشار بزرگ آکیو
آبشار بزرگ آکیو (به لاتین: Akiu Great Falls) یک آبشار در ژاپن است که در Akiu واقع شده‌است.